# Вотерка
Вотерка — деревня в Шекснинском районе Вологодской области.
Входит в состав сельского поселения Домшинского, с точки зрения административно-территориального деления — в Домшинский сельсовет.
Расстояние по автодороге до районного центра Шексны — 23 км, до центра муниципального образования Нестерово — 3,5 км. Ближайшие населённые пункты — Коншево, Митицыно, Зубово.
По переписи 2002 года население — 2 человека.